# Aoridus
Aoridus is een geslacht van vliesvleugeligen uit de familie Eulophidae. De wetenschappelijke naam van dit geslacht is voor het eerst geldig gepubliceerd in 1971 door Yoshimoto.

## Soorten
Het geslacht Aoridus omvat de volgende soorten:
- Aoridus campbelli Yoshimoto, 1971
- Aoridus scaposus Boucek, 1988